# Societat Projectes Temàtics de la Comunitat Valenciana
La Societat Projectes Temàtics de la Comunitat Valenciana (SPTCV) fou una societat empresarial de la Generalitat Valenciana, creada en desembre de 1996 amb la denominació inicial de Societat Parc Temàtic d'Alacant, SA, com a mercantil instrumental de suport a l'actuació pública, amb l'objecte de realitzar les actuacions necessàries per a aconseguir el desenvolupament del Pla Especial Director d'Usos i Infraestructures "Àrea Parc Temàtic" Benidorm-Finestrat i del Pla Especial Director d'Usos i Infraestructures "Ciutat de la Llum" Alacant. Posteriorment modifica i amplia el seu objecte social amb el fi de promoure i impulsar la construcció i posada en funcionament dels projectes turístics i d'oci, culturals, esportius, industrials i/o terciaris que, en l'àmbit del País Valencià siguen impulsats per la Generalitat Valenciana. Finalment també assumeix competències en la realització d'accions estratègiques de promoció, comunicació i difusió de la imatge del País Valencià. Fou constituïda el 12 de desembre de 1996.
Es dictà la seua extinció l'1 de gener de 2014.
Aquesta societat és successora de la Societat Parc Temàtic d'Alacant, SA, la qual canvià la seua denominació social el 10 de setembre de 2002.

## Projectes
La Societat Projectes Temàtics de la Comunitat Valenciana ha estat la impulsora dels següents projectes:
- Terra Mítica
- Ciutat de la Llum
- Món Il·lusió
- Aeroport de Castelló
- Museu de Futbol FIFA
- Ciutat de les Llengües

## Estatuts
Els primers estatuts de la societat, anomenada aleshores Societat Parc Temàtic d'Alacant, SA, s'aproven el 28 de gener de 1997 i estableixen com al seu objecte la promoció, l'organització i la gestió de totes aquelles activitats que requerisca la preparació, la construcció i la posada en funcionament del projecte de la Generalitat Valenciana denominat Parc Temàtic d'Alacant.

## Polèmica
La gestió econòmica d'aquesta societat empresarial ha estat objecte de polèmica a causa de les seues grans pèrdues, assumides finalment per la Generalitat Valenciana.
També ha estat involucrada en un presumpte frau mitjançant una trama de factures falses.